# Octobre (odonymie)
Pour les articles homonymes, voir Octobre (homonymie).
 (février 2013).

## Toponymie

### Odonymes sans quantième
Les noms de plusieurs voies, places, sites ou édifices, de pays ou régions francophones, contiennent le nom de ce mois, sans indication de quantième.
| Belgique                                 | Canada                        | France                             | Suisse                        |         |
| Octobre                                  | Octobre                       | Octobre                            | Octobre                       | Octobre |
| ---------------------------------------- | ----------------------------- | ---------------------------------- | ----------------------------- | ------- |
| Rue (d') - Woluwe-Saint-Lambert (BE-BRU) | Pas de tels odonymes recensés | Pas de tels odonymes recensés      | Pas de tels odonymes recensés |         |
| Octobre 1917                             |                               |                                    |                               |         |
| Pas de tels odonymes recensés            | Pas de tels odonymes recensés | Place (d') - Saint-Maximin (FR-60) | Pas de tels odonymes recensés |         |

### Odonymes avec quantième
De nombreux odonymes, de pays ou régions francophones, contiennent le nom de ce mois, avec indication d'un quantième, sous différentes graphies.
| Éphéméride  | Homonymes (dont odonymes) | Nombre d'odonymes    | Nombre d'odonymes     | Nombre d'odonymes |
| Éphéméride  | Homonymes (dont odonymes) | quantième en lettres | quantième en chiffres | total             |
| ----------- | ------------------------- | -------------------- | --------------------- | ----------------- |
| 1er octobre | Premier-Octobre           | 0                    | 4                     | 4                 |
| 2 octobre   | Deux-Octobre              | 0                    | 3                     | 3                 |
| 3 octobre   | Trois-Octobre             | 0                    | 0                     | 0                 |
| 4 octobre   | Quatre-Octobre            | 1                    | 1                     | 2                 |
| 5 octobre   | Cinq-Octobre              | 0                    | 0                     | 0                 |
| 6 octobre   | Six-Octobre               | 0                    | 2                     | 2                 |
| 7 octobre   | Sept-Octobre              | 0                    | 0                     | 0                 |
| 8 octobre   | Huit-Octobre              | 0                    | 3                     | 3                 |
| 9 octobre   | Neuf-Octobre              | 0                    | 3                     | 3                 |
| 10 octobre  | Dix-Octobre               | 1                    | 2                     | 3                 |
| 11 octobre  | Onze-Octobre              | 0                    | 4                     | 4                 |
| 12 octobre  | Douze-Octobre             | 0                    | 0                     | 0                 |
| 13 octobre  | Treize-Octobre            | 0                    | 4                     | 4                 |
| 14 octobre  | Quatorze-Octobre          | 0                    | 2                     | 2                 |
| 15 octobre  | Quinze-Octobre            | 0                    | 9                     | 9                 |
| 16 octobre  | Seize-Octobre             | 0                    | 1                     | 1                 |
| 17 octobre  | Dix-Sept-Octobre          | 0                    | 16                    | 16                |
| 18 octobre  | Dix-Huit-Octobre          | 0                    | 2                     | 2                 |
| 19 octobre  | Dix-Neuf-Octobre          | 0                    | 1                     | 1                 |
| 20 octobre  | Vingt-Octobre             | 0                    | 0                     | 0                 |
| 21 octobre  | Vingt-et-Un-Octobre       | 0                    | 2                     | 2                 |
| 22 octobre  | Vingt-Deux-Octobre        | 0                    | 2                     | 2                 |
| 23 octobre  | Vingt-Trois-Octobre       | 0                    | 0                     | 0                 |
| 24 octobre  | Vingt-Quatre-Octobre      | 0                    | 0                     | 0                 |
| 25 octobre  | Vingt-Cinq-Octobre        | 0                    | 1                     | 1                 |
| 26 octobre  | Vingt-Six-Octobre         | 0                    | 1                     | 1                 |
| 27 octobre  | Vingt-Sept-Octobre        | 0                    | 4                     | 4                 |
| 28 octobre  | Vingt-Huit-Octobre        | 1                    | 1                     | 2                 |
| 29 octobre  | Vingt-Neuf-Octobre        | 0                    | 0                     | 0                 |
| 30 octobre  | Trente-Octobre            | 0                    | 2                     | 2                 |
| 31 octobre  | Trente-et-Un-Octobre      | 0                    | 1                     | 1                 |
| Totaux      | 31 homonymies             | 3                    | 71                    | 74                |